# Lara Logar
Lara Logar, slovenska smučarska skakalka, * 12. marec 2003.
Največji uspeh je dosegla z zlato medaljo leta 2022 v Zakopanih in srebrno leta 2020 v Oberwiesenthalu na ekipni tekmi mladinskega svetovnega prvenstva.